# Talk Radio (film)
Talk Radio är en amerikansk dramafilm från 1988 i regi av Oliver Stone, baserad på en pjäs med samma namn från 1987 och inspirerad av programledaren Alan Bergs liv.

## Handling
Barry Champlain (Eric Bogosian) är programledare för ett radiopratprogram i Dallasområdet; hans aggressiva och provocerande stil ger honom många lyssnare men också många hatiska reaktioner från de människor som ringer in till programmet. Bakom ryggen på Barry har hans chef Dan (Alec Baldwin) säkrat ett kontrakt med ett storföretag som kommer att sända programmet över hela USA. Företagets representant Dietz (John Pankow) svävar i bakgrunden med ett vagt hot om att börja begränsa innehållet i programmet för Barry samtidigt som han får allt mer hotfulla samtal från nynazister och försöker hålla ordning på sina relationer med sin före detta fru Ellen (Ellen Greene) och sin kombinerade flickvän/producent Laura (Leslie Hope).

## Om filmen
Handlingen är löst baserad på programledaren Alan Bergs liv. Filmmanuset är baserat på en teaterpjäs med samma namn av Eric Bogosian.